# Пеллінґ
Пеллінґ (англ. Pelling) — невелике місто в індійському штаті Сіккім, розташоване на висоті 2150 м, за 10 км від адміністративного центру округу Західний Сіккім, Ґейзінґа. Два міста сполучає регулярне автобусне сполучення. З розвитком туризму інфраструктура міста швидко покращується, будуються дорогі та готелі.
З міста відкриваються чудові види на Гімалаї, зокрема гору Канченджанґа, звідси починаються популярні треккінгові маршрути. Територія навколо мало заселена та її природа залишається практично недоторканою.
Населення міста переважно сповідує буддизм та розмовляє сіккімською мовою. Багато мешканців також володіють непальською, хінді і англійською.
| Індія | Це незавершена стаття з географії Індії. Ви можете допомогти проєкту, виправивши або дописавши її. |